# Fly (MONKEY MAJIKの曲)
「fly」（フライ）は、日本のポップ・ロックバンド、MONKEY MAJIKの1枚目のシングル。全国のFM33局でパワープレイを獲得し、1月度総合FMチャート4週連続1位を記録。

## 収録曲
（全作詞・作曲：Maynard、Blaise）
1. fly
  - 作詞：tax
  - ミュージック・ビデオは丹下紘希と春山祥一の共作。トラックの荷台に乗り、朝日を見に海へ向かいながら演奏するバンドの様子を撮影したもの。
2. STAY
  - 作詞：Misao
3. watching you